# 平忠房
平忠房（？—1186年1月8日)是日本平安时代末期的一位武士，出身伊势平氏。小松内府平重盛第六子（一说第五子），母亲为正室藤原经子。极官从五位下侍从兼下丹后守。

## 人物生平
平忠房有同母兄平清经、平有盛、平师盛，异母兄平维盛、平资盛，异母弟平宗实等兄弟，作为平家一门，尤其是以其父平重盛为首的小松家一系的贵公子成长。据《平家公达草纸》记载，在安元二年（1176年）三月后白河法皇举行五十大寿的庆祝宴会时，忠房与四位兄长的名字都被记载于其上，忠房当时的职位是兵卫佐。
安元三年（1177年）六月，忠房的舅舅藤原成亲因参与打倒平家的“鹿谷阴谋”事件一事而被流放，终客死异乡。治承3年（1179年）正月，忠房娶信西第五子藤原脩范的女儿为妻，其后忠房之父亲平重盛亦去世。
在平家武士与源氏武士决战的前哨战屋岛之战爆发、平家落败后，据《平家物语》，忠房脱离战阵，前往纪伊国投靠当地豪族汤浅宗重，受其庇护潜伏于当地。坛之浦之战后平家一门灭亡，因为被源赖朝继续征讨，汤浅宗重和藤原景清等平家残党聚集在忠房周围，守城三个月进行彻底抗战。然而，因为源赖朝说出“因为重盛昔日有恩于我，我必会救助他的儿子。”这样的承诺，被谎言所引诱的忠房投降，前往镰仓。在与赖朝见面后，被送回京城，而在路上被接受了赖朝的命令的武士后藤基清斩首。
对于忠房的死，当时的公卿吉田经房的日记《吉记》中文治元年（1185年）12月8日条记载“同日、小松内府息忠房招引関東事”，又同月16日有“忠房被切首事”的记载，可知忠房最后为源氏军斩首而亡。

## 亲属
- 父：平重盛
- 母：藤原经子
- 妻：藤原脩范之女